# 밀레나 드라비치
밀레나 드라비치(세르비아어: Милена Дравић / Milena Dravić, 1940년 10월 5일 ~ 2018년 10월 14일)는 세르비아의 배우이다. 유고슬라비아 영화제 골든 아레나 여우주연상을 2회(1962, 1970) 수상자이다.

## 출연 작품
- 세인트 조지 슈츠 더 드래곤 (2009)
- 러브 앤 아더 크라임 (2008)
- 로스트 앤드 파운드 (2005)
- 화약고 (1998)
- 다크 사이드 오브 선 (1997)
- WR 유기체의 신비 (1971)
- 네레트바 전투 (1970)
- 남자는 새가 아니다 (1965)